# Минс, Кейси
Кейси Минс (урождённая Паула Кейси Минс ; 24 сентября 1987 г.) — американский врач, предприниматель и писатель.
В 2014 году окончила медицинский факультет Стэнфордского университета. Бросила ординатуру по хирургии и решила заняться функциональной медициной — формой альтернативной медицины. Ее медицинская лицензия не действует с начала 2024 года. Она стала соучредителем медицинской компании Levels. В 2024 году Минс вместе со своим братом Келли написала книгу о здоровом образе жизни «Good Energy».
7 мая 2025 года президент Дональд Трамп выдвинул кандидатуру Минс на пост главного хирурга после того, как Джанетт Нешейват отозвала свою кандидатуру. Считается одним из лидеров движения «Сделаем Америку снова здоровой».